# Myqerem Tafaj
Myqerem Tafaj (myt͡ɕɛɾɛm tafaj; Trebisht-Mucina, 1957. november 14. –) albán politikus, állatorvos, fiziológus.
1982-ben megindult állatorvostani és állatélettani tudományos, egyetemi tanári pályafutásával párhuzamosan demokrata párti politikusként 1997-ben Albánia felsőoktatási és tudományos kutatási, 2009-től 2013-ig pedig oktatásügyi és tudományos minisztere volt.

## Életútja
Északkelet-Albániában született egy Bulqizához közel eső, határszéli faluban. 1977-től a kamzai Mezőgazdasági Főiskola hallgatója volt, agrozootechnológiai diplomáját 1982-ben szerezte meg. 1982–1983-ban a tiranai Georgi Dimitrov Állami Gazdaság alkalmazásában állt, majd 1983-tól kamzai alma materének állatorvos-tudományi karán tanított először helyettes óraadóként, a haszonállatok táplálkozás-élettani folyamatairól írt kandidátusi disszertációjának 1988-as megvédése után pedig főiskolai tanári címmel. 1993 és 1996 között Humboldt-ösztöndíjasként a stuttgarti Hohenheim Egyetemen képezte tovább magát, és megszerezte doktori oklevelét.
Hazatérését követően 1996–1997-ben az oktatásügyi minisztérium alkalmazásába került, feladata a felsőoktatási és tudományos osztály vezetése volt. Bashkim Fino 1997. március 11-e és július 24-e között hivatalban lévő válságkezelő koalíciós kormányában (amely az albán polgárháború nyomán alakult meg), az Albán Demokrata Párt tagjaként, Tafaj vezette a felsőoktatási és a tudományos kutatási tárcákat. Ezt követően visszatért tudományos pályájához, majd 2001 és 2005 között a Hohenheim Egyetemen oktatott egyetemi tanári címmel. 2005-ös hazatérése után ismét politizált, Sali Berisha miniszterelnök oktatásügyi, tudománypolitikai és technológiai tanácsadójaként dolgozott, emellett 2005-től 2007-ig a minisztertanács főtitkára volt. 2009-ben az albán nemzetgyűlés demokrata párti képviselője lett. Berisha 2009. szeptember 9-én megalakított második kormányában az oktatásügyi és a tudományos minisztériumok vezetését bízta Tafajra, aki 2013. szeptember 10-éig látta el tárcavezetői feladatait.

## Főbb művei
- Dhimitër Bogdani – Myqerem Tafaj: Të ushqyerit e gjësë së gjallë për profilin e zooteknisë e të veterinarisë (’Haszonállatok élelmezése állattenyésztési és állatorvosi szempontból’). Tiranë: Instituti i Lartë Bujqësor. 1987.   206 o.
- Dhimitër Bogdani – Myqerem Tafaj: Të ushqyerit e kafshëve bujqësore për profilin e zooteknisë e veterinarisë (’Mezőgazdasági állatok élelmezése állattenyésztési és állatorvosi szempontból’). Tiranë: Instituti i Lartë Bujqësor. 1988.   256 o.
- Daut Nanaj – Myqerem Tafaj: Të ushqyerit dhe përpunimi i ushqimeve: Agrozootekni (’Takarmányozás és tápösszeállítás: Agrozootechnika’). Tiranë: SHBLSH. 1992.   176 o.